# Sick Puppies
I Sick Puppies sono un gruppo musicale alternative rock/emo australiano, stabilitosi poi negli Stati Uniti.

## Storia
La band è stata fondata nel 1997 dal chitarrista e cantante Shimon Moore e dalla bassista Emma Anzai, allora studenti della Mosman High School di Sydney. Ai due in seguito si aggiunse il batterista Chris Mileski, sostituito successivamente con lo statunitense Mark Goodwin, ancora oggi membro del gruppo.
I Sick Puppies hanno composto il tema musicale del pay-per-view di wrestling Extreme Rules, prodotto dalla WWE nel 2009, intitolato You're Going Down; la canzone è stata utilizzata anche per la colonna sonora dei film Il regno proibito e Tekken.
Nel 2001 la band ha pubblicato il suo primo album in studio, Welcome to the Real World, che è stato un successo in Australia e li ha portati a vincere la Triple J Unhearted Band Competition, che si svolge ogni anno nel loro paese d'origine.
Dopo l'abbandono di Chris Mileski, il trio si riforma con l'entrata di Mark Goodwin e si stabilisce definitivamente negli Stati Uniti.
In data 1º marzo 2011 è uscito Polar Opposite, il sesto EP del gruppo.
La band avrebbe dovuto suonare per la prima volta in Italia nel Sonisphere 2011 di Imola, ma per motivi tuttora ignoti il gruppo non salì sul palco del festival.
Il 20 ottobre 2014 viene annunciato che il cantante Shimon Moore non fa più parte della band.
Il 15 dicembre 2015 viene pubblicato un video teaser musicale con il nuovo cantante, Bryan Scott, la cui identità è svelata l'8 febbraio 2016; lo stesso giorno è stato pubblicato un ulteriore teaser musicale per il singolo Stick to Your Guns.
Il 18 maggio 2016, il gruppo ha reso pubbliche tutte le tracce dell'album Fury sulla piattaforma streaming SoundCloud. L'album è stato pubblicato il 20 maggio 2016.

## Formazione

### Formazione attuale
- Emma Anzai – basso (1997-presente)
- Mark Goodwin – batteria (2003-presente)
- Bryan Scott – voce, chitarra (2015-presente)

### Ex componenti
- Chris Mileski – batteria (1997-2003)
- Shimon Moore – voce, chitarra (1997-2014)

## Discografia

### Album in studio
- 2001 – Welcome to the Real World
- 2007 – Dressed Up as Life
- 2009 – Tri-Polar
- 2013 – Connect
- 2016 – Fury

### EP
- 2003 – Fly
- 2006 – Headphone Injuries
- 2006 – Sick Puppies EP
- 2010 – Live & Unplugged
- 2011 – Polar Opposite